# Halfway to Sanity
Halfway to Sanity je desáté studiové album americké punk rockové skupiny Ramones. Jeho nahrávání probíhalo v dubnu a vyšlo v září 1987 u vydavatelství Sire Records. Jde o poslední album, na kterém se podílel bubeník Richie Ramone, kterého nahradil Marky Ramone (ten ve skupině již dříve působil).

## Seznam skladeb
| Pořadí         | Název              | Autor                         | Délka |
| -------------- | ------------------ | ----------------------------- | ----- |
| 1.             | I Wanna Live       | Dee Dee Ramone, Daniel Rey    | 2:36  |
| 2.             | Bop 'Til You Drop  | Dee Dee Ramone, Johnny Ramone | 2:09  |
| 3.             | Garden of Serenity | Dee Dee Ramone, Daniel Rey    | 2:35  |
| 4.             | Weasel Face        | Dee Dee Ramone, Johnny Ramone | 1:49  |
| 5.             | Go Lil' Camaro Go  | Joey Ramone                   | 2:00  |
| 6.             | I Know Better Now  | Richie Ramone                 | 2:37  |
| 7.             | Death of Me        | Joey Ramone                   | 2:39  |
| 8.             | I Lost My Mind     | Dee Dee Ramone, Johnny Ramone | 1:33  |
| 9.             | A Real Cool Time   | Joey Ramone                   | 2:38  |
| 10.            | I'm Not Jesus      | Richie Ramone                 | 2:52  |
| 11.            | Bye Bye Baby       | Joey Ramone                   | 4:33  |
| 12.            | Worm Man           | Dee Dee Ramone                | 1:52  |
| Celková délka: | Celková délka:     | Celková délka:                | 29:53 |

## Obsazení
- Joey Ramone – zpěv
- Johnny Ramone – kytara
- Dee Dee Ramone – baskytara, doprovodný zpěv, zpěv
- Richie Ramone – bicí, doprovodný zpěv
- Debbie Harry – doprovodný zpěv
- Walter Lure – kytara